# UNIFIL

Baretka medalu ONZ za misję UNIFIL

UNIFIL (ang. United Nations Interim Force in Lebanon, Tymczasowe Siły Zbrojne ONZ w Libanie) – misja pokojowa ONZ działająca od 19 marca 1978 r. na terenie południowego Libanu. UNIFIL zostały utworzone na mocy rezolucji Rady Bezpieczeństwa S/RES/425 i S/RES/426. Jej powstanie wiąże się z atakami na Izrael przeprowadzanymi z tej części Libanu przez Organizację Wyzwolenia Palestyny. W odpowiedzi Izrael podjął okupację tych obszarów. Aby zapewnić bezpieczeństwo i płynne wycofywanie się Izraelczyków, Rada Bezpieczeństwa ONZ podjęła decyzję o powstaniu UNIFIL. 

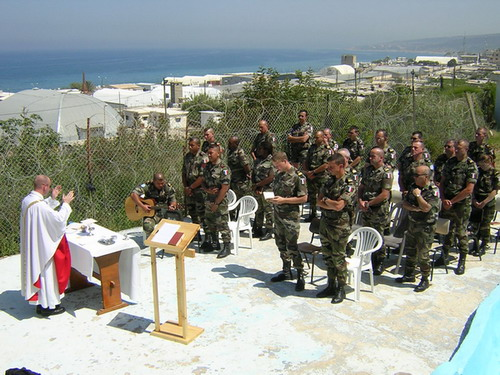
Francuscy żołnierze UNIFIL podczas mszy polowej

UNIFIL jest obecnie jedną z najdłużej działających, ale też najbardziej nieskutecznych misji pokojowych ONZ. Jej żołnierze nie byli w stanie zapobiec ani wojnie z 1982 r., połączonej z masakrą przebywających w libańskich obozach dla uchodźców Palestyńczyków, ani też późniejszym nalotom izraelskiego lotnictwa (ostatnie miały miejsce w 2006 r.).
Rezolucja Rady Bezpieczeństwa OS/RES/1701 z 11 sierpnia 2006 r. rozszerzyła mandat UNIFIL wraz ze zwiększeniem personelu.

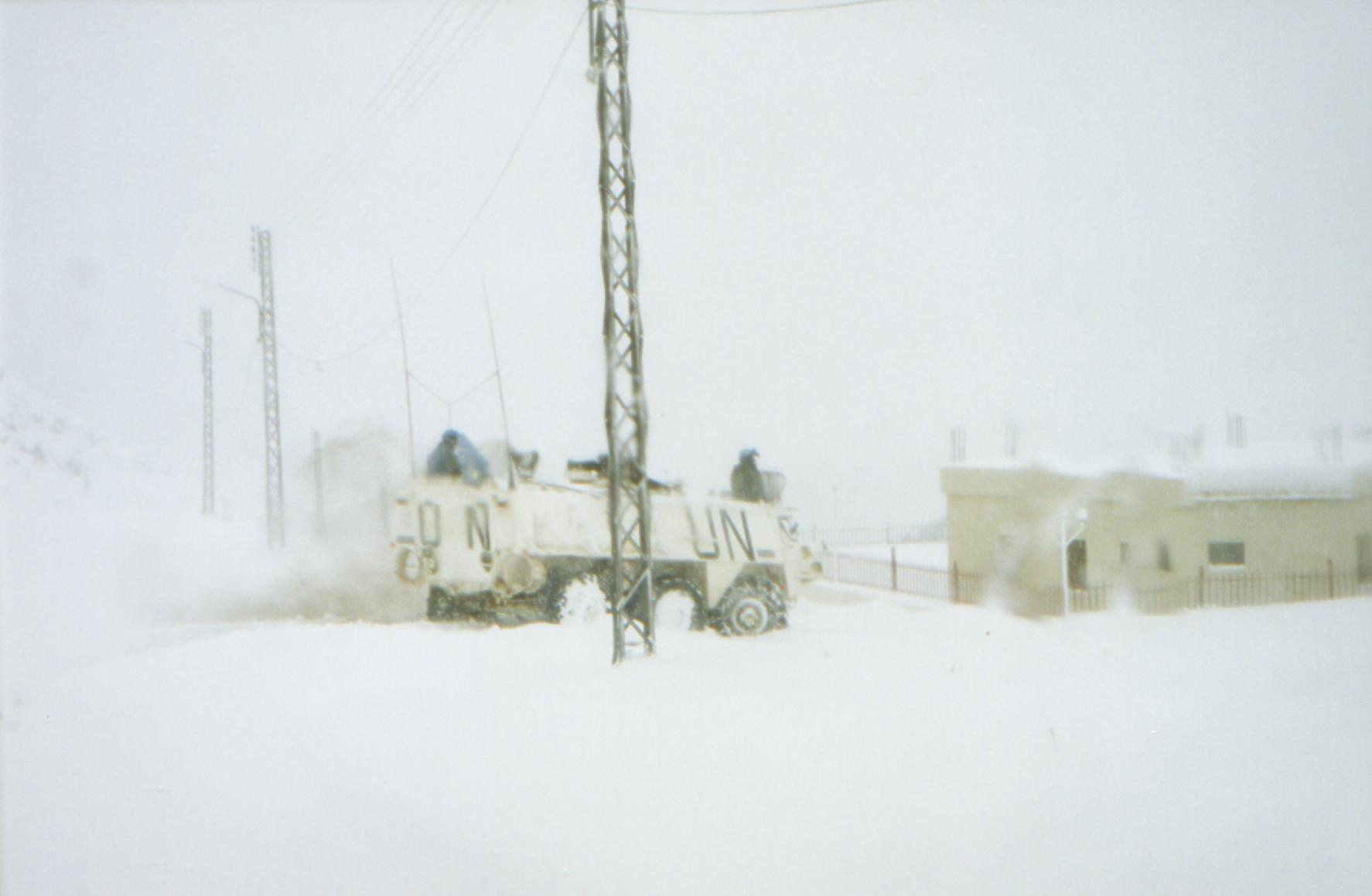
Transporter opancerzony UNIFIL w warunkach zimowych

Obecny, wyznaczony przez Radę Bezpieczeństwa, limit liczebności UNIFIL wynosi 15 tysięcy żołnierzy, ale w rzeczywistości cały personel liczy 12167 osób, w tym 10230 żołnierzy sił lądowych oraz 1772 żołnierzy sił morskich. Funkcję dowódcy misji pełni generał Luciano Portolano (Włochy).
Państwa o największych kontyngentach wojskowych w ramach Misji:
1. Włochy (3000 żołnierzy)
2. Francja (2400)
3. Niemcy (2000)
4. Chiny,  Indonezja,  Hiszpania (po 1000)
5. Nepal (850)
6. Indie (672)

W latach 1992–2009 w skład UNIFIL wchodził także Polski Kontyngent Wojskowy, liczący pod koniec swojego funkcjonowania ok. 500 żołnierzy. Został on ponownie rozlokowany w 2019 roku. 
Podczas inwazji Izraela na Liban, bazy i posterunki UNIFIL były wielokrotnie ostrzeliwane przez siły izraelskie.

## Dowódcy misji
1. 1978–1981  Emmanuel Erskine
2. 1981–1986  William Callaghan
3. 1986–1988  Gustav Hagglund
4. 1988–1993  Lars-Eric Wahlgren
5. 1993–1995  Trond Furuhovde
6. 1995–1997  Stanisław Woźniak
7. 1997–1999  George Konrote
8. 1999–1999  James Sreenan (pełniący obowiązki)
9. 1999–2001  Seth Obeng
10. 2001–2004  Lalit Tewari
11. 2004–2007  Alain Pellegrini
12. 2007–2010  Claudio Graziano
13. 2010–2012  Alberto Asarta
14. 2012–2014  Paolo Serra
15. od 2014  Luciano Portolano